# Calyptorhynchus latirostris
Calyptorhynchus latirostris là một loài chim trong họ Cacatuidae.
Đây là loài đặc hữu của Nam Úc. Loài này được mô tả năm 1948 bởi nhà tự nhiên học Ivan Carnaby. Thân có chiều dài 53–58 cm, nó có một chóp lông ngắn trên đỉnh đầu. Bộ lông của chủ yếu là màu xám đen và có các mảng trắng nổi bật và một dải đuôi trắng. Rìa lông có các viền màu trắng trông như vỏ sò. Chim trống trưởng thành có mỏ màu xám đậm và vòng mắt màu hồng. Chim mái trưởng thành có mỏ màu trắng ngà, vòng xuyến màu xám và các mảng lông quanh tai màu nhạt hơn ở chim trống.
Loài chim này thường đẻ một đến hai quả trứng trong một tổ. Thông thường, chúng ấp trứng 28 đến 29 ngày thì nở, và con non được nuôi ở tổ từ mười đến mười một tuần sau khi nở. Chim con ở lại với gia đình cho đến mùa sinh sản tiếp theo, và thậm chí còn lâu hơn nữa. Gia đình rời khỏi khu vực làm tổ sau khi chim non ra ràng cho đến năm sau. Loài chim này tạo thành đàn khi không sinh sản, với chim ở môi trường khô cạn thường di cư nhiều hơn những con ếch. Nó bay với lông cánh sâu và chậm, thường cao trên cây. Các hạt của các cây trong họ Proteaceae, và ở một mức độ thấp hơn, Myrtaceae tạo thành một phần lớn chế độ ăn của chúng.
Chúng làm tổ trong các lỗ rỗng cao trên những cây có đường kính khá lớn, thường là bạch đàn. Với nhiều môi trường sống của loài này bị mất đi do phá rừng và phát triển và bị đe doạ bởi sự hủy hoại môi trường sống, con vẹt đen Carnaby được liệt kê là nguy cấp bởi chính phủ Liên bang và Tây Úc. Nó cũng được Tổ chức Bảo tồn Thiên nhiên Quốc tế (IUCN) phân loại là một loài có nguy cơ tuyệt chủng. Giống như hầu hết các loài vẹt, nó được CITES bảo vệ, một hiệp định quốc tế, làm cho thương mại, xuất khẩu và nhập khẩu các loài hoang dã bị khai hoang được liệt kê là bất hợp pháp.

## Hình ảnh

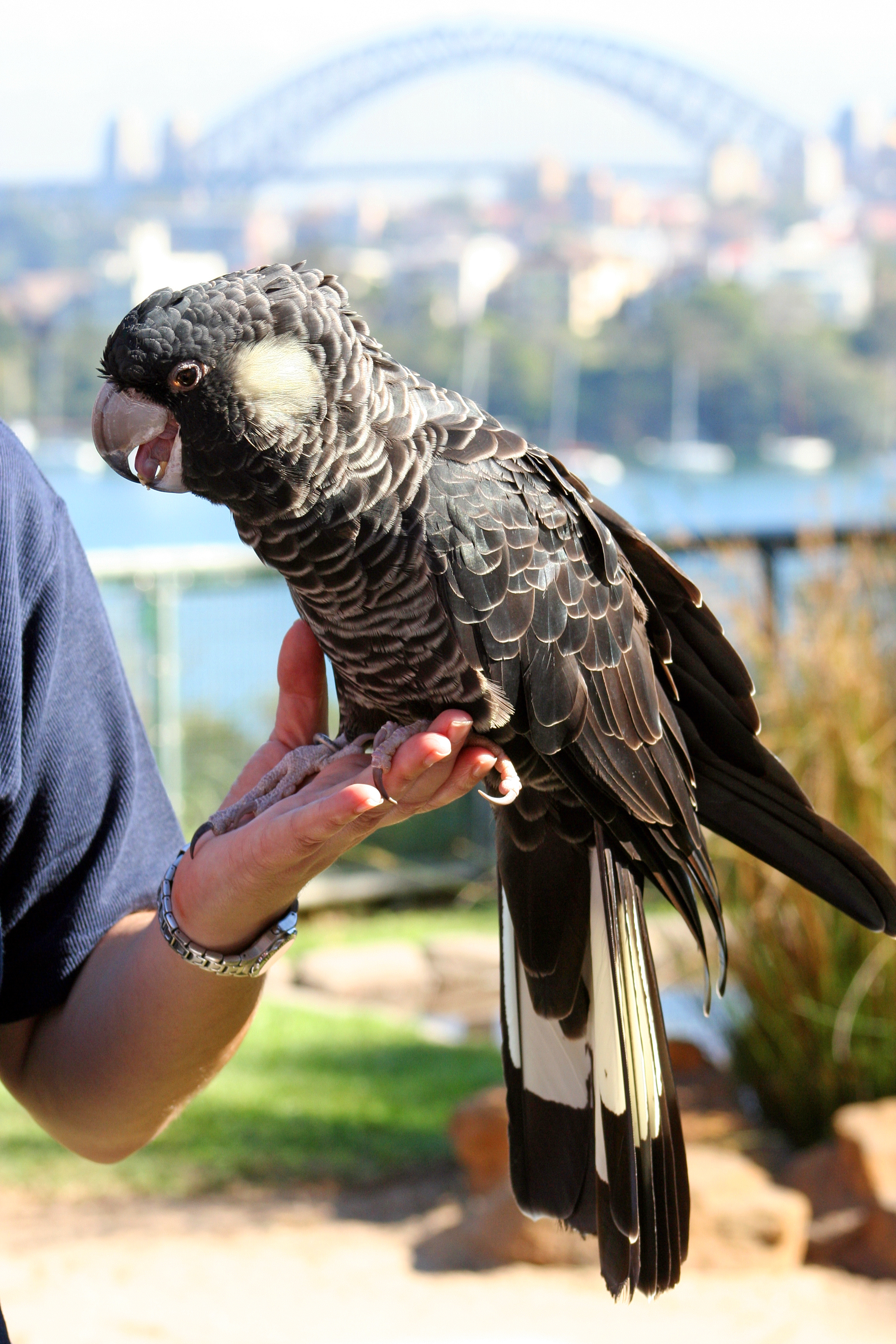
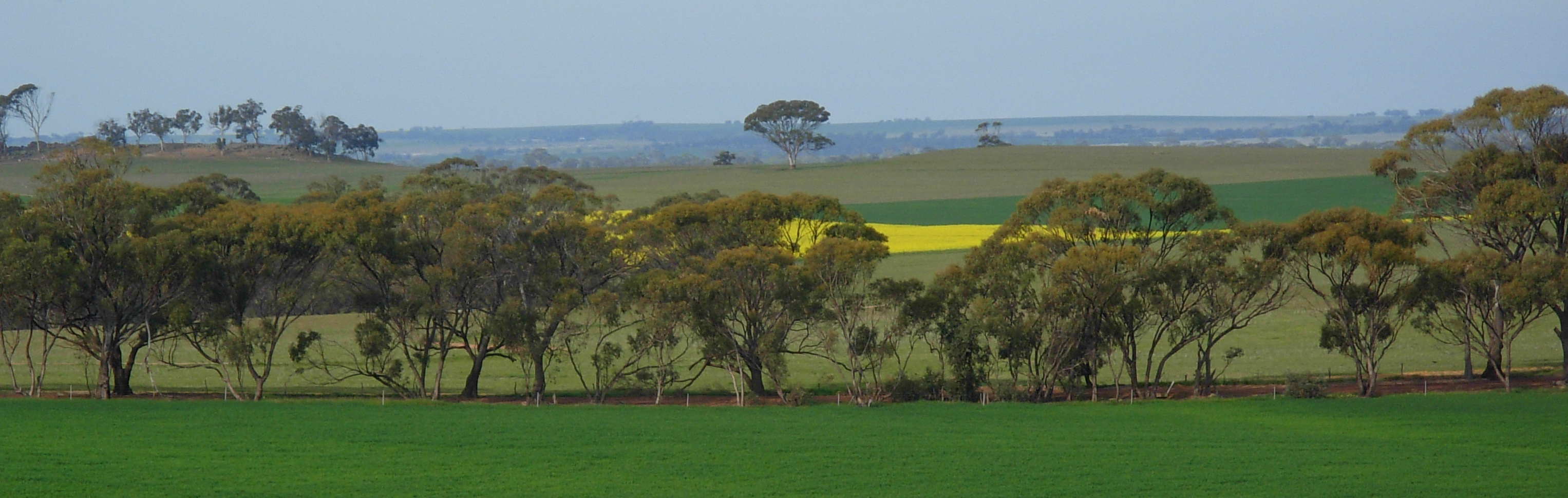